# Ditmar
Ditmar, Dietmar – imię męskie pochodzenia germańskiego. Wywodzi się od słów diot "lud" oraz mari "sławny", mogło oznaczać "człowieka cieszącego się sławą wśród ludu". Staropolskim wariantem jest forma Dziećmar.
Ditmar imieniny obchodzi: 2 stycznia, 5 marca, 18 maja i 28 września.
Znane osoby o tym imieniu:
- Thietmar I (? – 979) – margrabia Miśni od 976 roku
- Thietmar z Merseburga – kronikarz niemiecki
- Dietmar Brehmer – niemiecki działacz regionalny
- Dietmar Brehmer – piłkarz
- Dietmar Hamann – piłkarz niemiecki
- Dietmar Kühbauer – piłkarz austriacki
- Dietmar von Aist – poeta niemiecki